# Baicalasellus angarensis
Baicalasellus angarensis är en kräftdjursart som först beskrevs av Benedykt Dybowski 1884.  Baicalasellus angarensis ingår i släktet Baicalasellus och familjen sötvattensgråsuggor. Inga underarter finns listade i Catalogue of Life.